# 오타와 레니게이즈
| 오타와 레니게이즈 |                                   |
| 디비전            | 이스트 디비전 (2002년~2008년)     |
| 설립연도          | 2002년                            |
| 해체연도          | 2008년                            |
| 역사              | 오타와 레니게이즈 (2002년~2008년) |
| 경기장            | 프랭크 클레어 스타디움            |
| 연고지            | 온타리오주 오타와                 |
| 구단주            | 버나드 글리버만                   |
| 단장              | 존 젠킨스                         |
| 감독              | 존 젠킨스                         |
| 디비전 우승       | -                                 |
| 그레이 컵 우승    | -                                 |
| 영구 결번         | -                                 |

오타와 레니게이즈(Ottawa Renegades)는 캐나다 온타리오주 오타와를 연고지로 하는 2002년부터 2008년까지 CFL 참가했던 팀이다.

## 같이 보기
- 캐나디안 풋볼
- 오타와 러프 라이더스
- 오타와 레드블랙스